# Irina Alexandrowna Meleschina
Irina Alexandrowna Meleschina (russisch Ирина Александровна Мелешина; geb. Simagina russisch Симагина; * 25. Mai 1982 in Rjasan) ist eine russische Weitspringerin.
Die Siegerin der Universiade von 2003 erreichte am 31. Juli 2004 in Tula eine Weite von 7,27 m, womit sie in der ewigen Weltrangliste den elften Platz belegt (Stand: Februar 2013). Kurz darauf gewann sie bei den Olympischen Spielen in Athen die Silbermedaille hinter Tatjana Lebedewa und vor Tatjana Kotowa. Die drei Russinnen lagen gerade einmal um zwei Zentimeter auseinander.
Nach einer Babypause 2006 meldete sie sich bei den Leichtathletik-Hallenweltmeisterschaften 2008 in Valencia mit einem dritten Platz zurück, bei den Weltmeisterschaften 2009 erreichte sie jedoch nicht das Finale. Im Februar 2012 wurde sie des Dopings mit Testosteron überführt und für zwei Jahre gesperrt.
Irina Meleschina ist 1,70 m groß und wiegt 58 kg.